# The Centrium
The Centrium (en chino tradicional, 中央廣場) es un rascacielos ubicado en el distrito denominado Central de Hong Kong. La torre tiene 41 plantas y 189 metros de altura. El edificio fue completado en 2001. Su diseño corrió a cargo de la firma de arquitectura DP Architects y su desarrollo por Sino Group Limited. The Centrium, que es el 88.º edificio más alto de Hong Kong, se compone de superficie destinada mayormente a oficinas y las plantas inferiores son de uso comercial. En 2002 se le añadió una aguja arquitectónica, que se ilumina en varios colores a lo largo de la noche.